# Richard Kelly (Politiker)

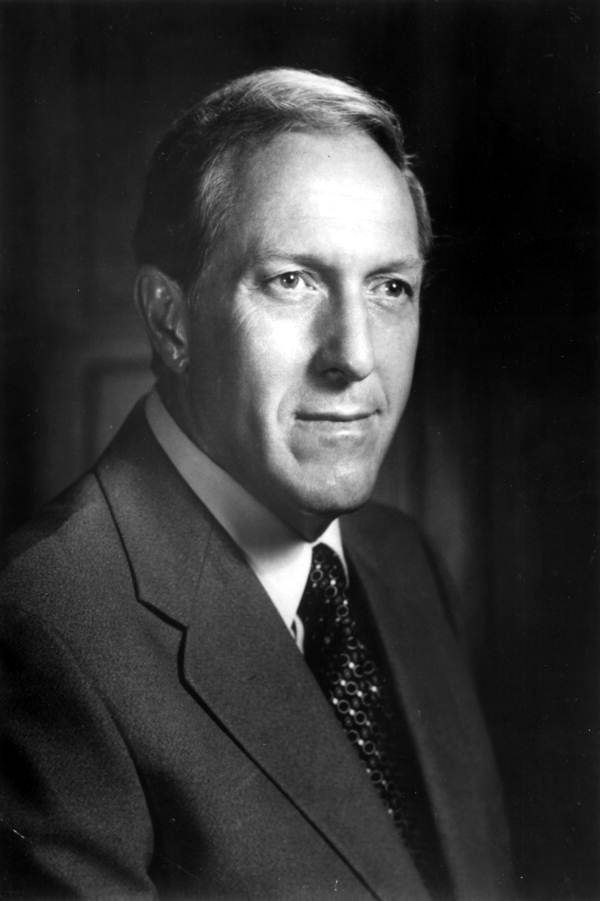
Richard Kelly

Richard Kelly (* 31. Juli 1924 in Atlanta, Georgia; † 22. August 2005 in Stevensville, Montana) war ein US-amerikanischer Politiker. Zwischen 1975 und 1981 vertrat er den Bundesstaat Florida im US-Repräsentantenhaus.

## Werdegang
Richard Kelly besuchte die öffentlichen Schulen in Crystal Springs und danach bis 1946 die High School in Zephyrhills. Dazwischen diente er von 1942 bis 1946 während des Zweiten Weltkrieges im Marine Corps. Nach der High School besuchte Kelly weitere Schulen in Colorado und Tennessee. Nach einem Jurastudium und seiner im Jahr 1952 erfolgten Zulassung als Rechtsanwalt begann er in Zephyrhills in seinem neuen Beruf zu arbeiten. Von 1956 bis 1959 gehörte er zum Stab des Bundesstaatsanwalts für das südliche Florida. Zwischen 1960 und 1974 war Kelly Richter im sechsten Gerichtsbezirk von Florida.
Politisch war Kelly Mitglied der Republikanischen Partei. Bei den  Kongresswahlen des Jahres 1974 wurde er im fünften Wahlbezirk von Florida in das US-Repräsentantenhaus in Washington, D.C. gewählt, wo er am 3. Januar 1975 die Nachfolge des Demokraten Bill Gunter antrat. Nach zwei Wiederwahlen konnte er bis zum 3. Januar 1981 drei Legislaturperioden im Kongress absolvieren. Im Jahr 1980 war Kelly in den Abscam-Skandal verwickelt, der ihn die erneute Nominierung seiner Partei kostete. Ihm wurde vorgeworfen, 25.000 Dollar Bestechungsgelder angenommen zu haben. Dafür wurde er zu 13 Monaten Gefängnis verurteilt. Das bedeutete auch das Ende seiner politischen Laufbahn. Er starb am 22. August 2005 in Stevensville.